# Dragon Ball Super
Dragon Ball Super  este un serial televiziune japonez de anime